# クイズ どんなMONだい?!
『クイズ どんなMONだい?!』（クイズ どんなもんだい）は、1992年4月21日から1994年3月22日まで日本テレビ系列局で放送されていたクイズ番組。放送時間は火曜19:30 - 20:00（JST）。クリアビジョン放送を実施していた。

## 概要
この番組で出題された問題の基本は、「答え（誤答）から、どんな問題（MONだい）が出されたのかを当てる」という、普通のクイズ番組とは逆の形式であった。街頭で一般人に問題を出題、スタジオの解答者は、出題された問題文が一部空欄となっている（「×××とは何でしょう？」などといった形で提示される）ので、一般人の誤答から空欄に言葉を当てはめて、出題された正しい問題文を当てていく。
普通のクイズ番組では一番の成績優秀者にトップ賞が与えられるのに対し、本番組ではビリ（最下位）以外の解答者が賞を与えられるようになっている。番組エンディングで勝ち抜けした解答者が司会と共に豪華ディナーを楽しむ一方、ビリになった解答者1人が照明の落ちたスタジオで眺めるというものであった。トップであっても特に別途の賞品は贈られない。
つまりこの番組の売りは、すべてが普通のクイズ番組と逆であるということにあり、それを踏まえ、番組内では「幻のクイズ番組 どんなMONだい?!」などといったキャッチフレーズが発せられていた。司会の島田紳助も、番組の冒頭で「クイズ番組の革命児 クイズどんなMONだい?!」（その後、キャッチフレーズは「逆発想のクイズ番組 クイズどんなMONだい?!」に変わっていった）と言った後に自己紹介をしていた。
番組マスコットはカバで、オープニングのアニメやクイズの時などに登場し、街頭クイズの誤答の時にも頻繁に登場した。キャラクター名は特になくカバと呼ばれていた。黄色または薄い緑色の服に吊ズボンが基本の姿で、オープニング映像では他にラグビー選手姿などもあった。
解答者席の得点表示は、スロット型のCG表示。10点置きに点数の書かれたドラムが回転し、加点・減点される。
得点がプラスの時には青色、0点の時には黄色、マイナスの時には赤色に表示される。なお、0点の時には「±0」となっていた。
末期の4か月（1993年12月から）では番組タイトルを『対戦版!クイズどんなMONだい!!』と改め、日本テレビの人気番組からの代表チーム1チームと、どんなMONだいチームと3対3の対抗戦となり、「問題文を当てる」という当初のコンセプトも消滅した。このときのスロット型の得点表示はメンバー単位の獲得した得点表示用で残ったが、1点の問題も存在したため「+1」という表示も出た。
当時、日本テレビの看板クイズ番組であった『クイズ世界はSHOW by ショーバイ!!』と同じく小杉善信のプロデュース番組で、日企が製作に携わっていることもあり、得点表示のシステムは同番組内で使用されていた「ミリオンスロット」と同様にゲームメーカーのタイトーが製作。当番組終了後、SHOW by ショーバイ!!の200回記念では外国人がクイズに挑戦している様子が流れ、誤答から何の問題を見ているか当てるクイズが出題された。
中期の出題VTRはロールプレイングゲーム仕様の構成で、『ドラゴンバスター』のBGMが使用されていた。  
早押し早書きクイズで解答者の解答が一斉表示される際には『キミと世界征服!?』（秋山みどり）の間奏部分が5秒間程度流れていた。
タイトルロゴとマスコットのカバは赤星たみこがデザインした。

## 出演者

### 司会
- 島田紳助
- 高木希世子

### レギュラー解答者
- 1枠（オレンジ） / 中田喜子 → 朝丘雪路 → 以降週替わり
- 2枠（ピンク） / 渡辺正行
- 3枠（紫） / 西田ひかる → 松本伊代 → 羽野晶紀 → 松本伊代
- 4枠（水色）・5枠（緑） / 週替わり
  - 主にゲスト・準レギュラー解答者が着席していた。

### 準レギュラー解答者
（五十音順）
- 伊集院光
- 小川知子（1枠不在時代理）
- 神田利則
- 佐竹雅昭
- ダチョウ倶楽部
- 田中義剛
- 渡嘉敷勝男
- 中山秀征
- 野々村真
- 峰竜太
- 久本雅美

他

### ナレーター
- バッキー木場
- 内海賢二

## ルール
- 解答者は、ゲストを含めて5人。
- 出題される問題形式や得点ルールは前期・中期・後期で異なるが、最終問題は全期間共通で対決ドボン!!が出題された。
- ビリにならない事（4位以上）が確定した時点で勝ち抜けとなり、そのパネラーは司会者席の横へ順次移動。
  - 最初期はビリが決定するまで全員パネラー席に残り、紳助がビリ決定のコールを上げた後に移動していた。
- 最終的には、ビリの1人のみが暗転したセットの中でスポットライトに照らされながら解答席に取り残され、司会者とビリ以外の解答者はパーティー会場（スタジオの隅に設けられたテーブルとソファーのセット）で料理にありつける。したがって、ビリの解答者はパーティーの様子を暗いセットの中から眺めていなくてはならない。
  - 初期にはお土産の賞品もあった。
  - 後期には暗転が無い代わりに宣伝を兼ねて、番組が発売した玩具「カバキック」で1人遊びを命じられた。

### ラストクイズ「対決!ドボン」
- 解答の選択肢が同じだが問題文が異なる二択問題の問題パネルを11問表示。ビリの解答者から席順で向かって左回りに1人1問ずつ、指定された選択肢の方が正解である問題を選んでいく。
- 正解が指定選択肢ではない問題を選んだ場合は「ドボン」、得点が大幅に減点される（-100点～-300点。後期は-400点まで）。
- 指定された選択肢が正解の問題であれば「セーフ」で得点はそのまま。
  - ただし、セーフの中には1問だけ「スーパーセーフ」というものが入っており、選んだ時点で得点がマイナスの場合は0点まで浮上。
- これを2周行って、ビリを決定する。
例：北VS南 七番勝負 答えが「北」となるものを選べばセーフ
  - オーストラリア製の方位磁石の指す方角は 北?南?（セーフ）
  - 日本により早く伝わったのは 北のジャガイモ?南のサツマイモ?（セーフ）
  - 女子中学生のバスト平均、最下位は北海道?沖縄?（ドボン）
- 後に問題数が7問に変更、解答も1周のみになり、前半のクイズが終わった時点で得点の高い順に選択権が与えられた。
  - 「スーパーセーフ」は廃止され、引いた時点では正解発表をせず一度他の4人の正解発表が終わってから改めて正解発表を行う「オアズケ」を導入。
    - しかし、「オアズケ」も前期終了と同時に廃止された。

  - また、この時からビリになると解答席から「私がビリです」という吹き出しを持ったカバ人形が出るようになった（前期は直立、後期は逆立ち）。ビリから脱出した場合は人形は自動で引っ込む。
    - それまではビリ解答者は「ビリ爆弾」を自ら持っており、ビリが入れ替わるごとに受け渡しを行っていた。
- 後期では、テーマに沿った○×問題7問の中から正解が○の問題を選ぶ出題パターンが登場。
- パネルの絵柄は「セーフ」は天女、「ドボン」は-100点のみ冷たい海に浸かるカバ、それ以外は（後期では-100点の場合でも）カバが絶叫しながら炎から逃げる絵になっている。
  - また、BGMは「セーフ」時はハープの音。「ドボン」の時は「ドボン」という着水音がしたあとに、ターザンの雄叫びである「アアアアーッ!!」という音声が流れた。
- この番組の前に放送されていた「美味しんぼ」にまつわる出題もあった[注 2]。
- 「スーパークイズスペシャル」でも本番組からの出題として行われていた。この場合は1軍のみが解答権を持っており、ミリオンスロットで出した金額が低い順に指定。正解を選んだ場合は縦1列に金額がそのまま加算、ドボンを引いた場合は縦1列から金額がそのまま減額となる。
- テーマが食べ物にまつわるものだった場合、ご褒美のパーティーの料理がその食べ物になっている場合があった。

### 前期
- 形式は全て早押しクイズ。

1問目
- その週のゲスト1人に対して福澤朗が問題を出題。
- まずゲストの誤答を紹介した後に、ゲストが福澤のヒントを元に正解を探っていくやりとりを見せ、ゲストに出された問題を推理し早押しで当てる。
  - 正解で100点獲得、第2問以降はそのゲストも空いている解答席に座り、5人全員で解答する。
  - 逆に正解出来なかった人は30点減点となり、第1問に答えられないゲストは0点から参加となる。
    - 後にVTRゲストとスタジオゲストが別になり、VTRが進むにつれて獲得できる得点が下がるようになった。

2問目以降
- 一般の人達の誤答から出した問題を当てる。誤答が増える度に100点から得点が減っていき、正解した段階での得点を獲得。
  - 初回のみ、早押しで最初の解答権を得た解答者を起点にその後は席が左隣の解答者に解答権が順々に移るリレーシステムで、答えが思いつかない状態でも解答権が回ってくるルールだった。間違える・パスすると30点減点。5人全員が答えて一周しても正解が出ないと誤答が追加され、改めて早押しで最初の解答権を持つ解答者を決める。正解すると100点で固定されていた。
- 対決!ドボンが7問になった際に、対決!ドボン以外の問題での正解できなかった解答者への30点減点のペナルティは廃止された。
- 1回のみ、問題に対して出た誤答を予想するボーナスクイズが行われた。予想を1つフリップに書いて解答、正解すると50点。

なお司会者席にブザーボタンが置かれ、不正解のブザーは紳助が押して鳴らしていた。ブザーボタンは中期になるまで置かれていた。

### 中期
- 解答席にモニターが設置され、答えを書いてから早押しボタンを押して解答権を得る早押し早書きクイズがメインとなる。
- 第1問は4個程度の誤答から問題を当てる書き問題。正解したら50点。
- 早押し早書きクイズは、200点からVTRが進行する度に点数が減っていき[注 3]、正解した段階での得点を獲得。2問出題。全員が正解するかVTRが終わると終了。
- 後に最初の書き問題がなくなり、代わりに番組後半に口頭で答えるひとりじめ早押しクイズが登場。
  - 正解者1人に200点（後に100点）。
  - 1993年1月12日放送分以降はルールが変更され、早押し早書きクイズは4人正解した時点でクイズ終了で残った人は0点となる。1993年2月23日放送分以降は3人が正解した時点でクイズ終了となった。
  - 中期後半から「×××は中国語で何と書くでしょう?」と出題される『中国語クイズ』がレギュラー問題として登場した。

### クイズ どんなMONだい?! お年玉袋!!
- 1993年1月5日に放送された唯一の1時間スペシャル。
- 本番組『どんなMONだい?!』チーム（中田・渡辺・松本）と当時同局で放送していた『マジカル頭脳パワー!!』チーム（俵孝太郎・千堂あきほ・間寛平）の2番組対抗戦。
- 全8問を行い、3人の合計点が多かったチームが勝利となる。
  - 勝ったチームは司会者と共にお正月料理の豪華ディナーを楽しむと同時にお年玉も獲得し、負けたチームはいつも通りに照明の落ちたスタジオで眺めるだけ。

| 形式                               | 出題数 | 備考                                                |
| ---------------------------------- | ------ | --------------------------------------------------- |
| 早押し早書きクイズ                 | 3問    | 6人中5人正解で終了                                  |
| ひとりじめ早押しクイズ             | 3問    | 正解したら200点                                     |
| 一騎討ち!!名誉挽回ビリ対決クイズ!! | 1問    | 各チームの得点最下位同士による200点を懸けた直接対決 |
| 対決!ドボン                        | 1問    | ドボンは最大-500点                                  |

- この回の対決!ドボンは、通常より多い8枚の問題パネルから、点数が高いチームから各チーム相談して1枚ずつ、計3枚選択。
  - 1枚だけどちらにも該当しない「ヒキワケ」パネル[注 5]があり、続けて別の問題を選ばないといけない。

### 後期
- 問題に複数答えのある質問形式のものも加わり誤答だけでなく正答もヒントに追加された。
  - 後に正解が定まっていないものに対して様々な人が独創で答えていく問題が登場しその形式のみとなった。
- 問題は全て早押し早書きクイズ。
  - 得点ルールは統一され、早く正解した先着3人が、正解順に100点、80点、50点を獲得（これをドライバーズポイント制と呼んでいた）。3人正解でゲームセット。
- 出題された主な問題は以下の通り。
  - 『中国語クイズ』 - 中期と同じだが、誤答にも解説がついてヒントが増えた。最初に正答から始まることもあった。
  - 『お仲間クイズ』 - お題のテーマに沿っていそうなものを街頭の人が解答。その正誤と解説から、お題を当てる。
  - 『書いてあるョクイズ』 - お題の物に記載されていそうな項目を街頭の人が解答。その正誤と解説から、お題を当てる。
  - 『ココにもあるよクイズ』 - お題の物が設置されている場所を次々と紹介。マークで隠れたその物が何かを当てる。唯一、街頭の人の解答が提示されない問題形式である。
  - 『有名人キャッチフレーズクイズ』 - 企業の新人広報マンが独創でフレーズをつける、その有名人が誰かを当てる。
  - 『スーパー漢字クイズ』 - お題のカタカナ語を、子供たちが創作漢字で表現。何を表しているのかを当てる。
  - 『ワンダーお絵かきクイズ』 - お題のものを、子供たちが想像でタブレットに絵を描いて表現。そのお題を当てる。
    - 後に、実在のものの一部分をスケッチしてもらう『どアップお絵かきクイズ』に変更された。

  - 『ミラクル体操クイズ』 - お題を大学の器械体操部員が体操で表現。何を表しているのかを当てる。
  - 『ウルトラなぞなぞクイズ』 - 「○○は○○でも」で始まるなぞなぞの後半部分を子供たちが創作。そのなぞなぞの答えを当てる。

など

## 「対戦版!クイズどんなMONだい!!」
- 番組レギュラーを中心にした『どんなMONだい!!』チームとゲストチーム（主に日本テレビで放送されている別番組の出演者）による3対3の対抗戦。
- 1つのテーマに沿って6つの問題を出題。難易度に応じて得点配分が異なり（1～150点ないし200点、1点以外は10点単位である）、解答者は答えられそうな問題を選んで早押しで解答する。先に3人全員正解したチームがその問題の勝者となり、3人が正解した問題の合計点数がチームに加算される。負けたチームは何人正解していても0点。
  - 相談は禁止で個々で考えて解答しなければならない。初回のみヒントを出すとイエローカードかレッドカードが出され、紳助の裁量によって減点されるルールがあった（一度も適応されず）。
- 過去の形式は全て廃止され、明確に答えがあるクイズのみとなった。出題された主な問題は以下の通り。
  - 『曲名当てクイズ』 - 歌い出し部分の歌詞から、その曲のタイトルを答える。通常は1点の曲がBGMに流れているが、時間経過と共に、ヒントとしてBGMが出題されている問題の楽曲に切り替わっていく。
  - 『ことわざクイズ』 - ことわざの空欄部分に、ただしい語句を埋める。時間経過と共に、意味を解説するヒントが出る。
  - 『どアップクイズ』 - ある物の一部分を拡大した写真から、その物は何かを当てる。時間経過と共に、写真がズームアウトして分かりやすくなる。また、有名人の顔写真から出題される兄弟版『有名人どアップクイズ』もあった。
  - 『有名人福笑いクイズ』 - 有名人の顔写真の輪郭部分から、その人物を当てる。時間経過と共に、ヒントとして目鼻口などのパーツが顔写真に追加されていく。
  - 『あの有名人は今クイズ』 - かつて一世を風靡した有名人の現影から、その人物を当てる。

など。
- 最終問題はかくれんぼワードクイズ。テーマにあった言葉を5×5の25文字の表からシークワーズの要領で探し、隠れた6個の言葉を全て答える[注 6]。早押しで先攻のチームが決まり、途中で5秒以上詰まると解答権が相手チームに移動、どちらかが全て答えられるまで続く。勝利チームの得点は、100点×3人→300点×3人=900点→正解の言葉6個の中から1個を選んで、その文字の裏に隠された得点を獲得→1点～1000点までのファイナルダーツに挑戦し当たった点数を獲得、外れると全得点没収[注 7]、と変わっていった。
  - 初回のみ、通常問題の得点配分が1点～500点とかなり大きい問題もあり、その上でどんなMONだいチームが全敗し1500点差に。最終問題として行われていた対決!ドボンの結果が罰ゲームの際に映っていたものの放送上では丸々カットされ、そのまま廃止された。
- 勝利チームには、週変わりの賞品と副賞として「カバキック」が贈られた（数回のみ個人トップ賞もあった）。後に1000点以上獲得したチームは香港グルメツアーが与えられた[注 8]。
- ビリ制度の名残で敗者チームの1人がスタジオの清掃や、視聴者プレゼントの告知などの罰ゲームがあったが、どんなMONだい!?チーム連敗が5連敗した場合は3人で原宿で街頭宣伝&ビラ配りを朝丘自ら提案[注 9]。その後も勝敗に応じて紳助か渡辺がゲストの加賀まりこにキスをするなどアドリブで罰ゲームが行われた。

## 備考
- 日本テレビ系列で火曜19時台後半枠にクイズ番組が放送されるのは同じ紳助が司会を務めていた『クイズ!!体にいいTV』以来、2年半ぶりである。また、日本テレビの火曜19時台が前後半体制だったのも本番組が事実上最後となった。

## スタッフ
- 構成：豊村剛、岩立良作、今村良樹、香月翔
- リサーチ：渡辺創（オフィスぼくら）、岩淵公治（カメヨ）
- キャラクターデザイン：赤星たみこ
- オリジナルテーマ曲：Dick Lee「BANANA」(93年11月まで)
- 編集・MA：TDKコア
- 音効：村田好次（佳夢音）
- 演出補：米澤敏克、長瀬久司、大武智治、笠原保志
- アシスタントプロデューサー：山上薫子
- 演出：雨宮秀彦、松山和久、小野靖
- プロデューサー：小杉善信／竹村薫（日企）
- 企画協力：吉本興業
- 制作協力：日企
- 製作・著作：日本テレビ放送網

## グッズ
カバキック
番組のカバのマスコットをモチーフにした銃型のおもちゃで、タカラ（現・タカラトミー）から発売。8つの弾丸が付属しており、弾丸の先を捻ることで当たりハズレの数を自由に設定できる。選んだ弾丸を銃に込め、自分のこめかみに向けてから引き金を引く。当たりならピンポン音が鳴って「セーフ」、ハズレなら爆発音とともに銃口からカバの足が飛び出て「アウト」の声が出る。銃に付いている小窓を開くと減点が表示される（ドラムロールで、引き金を引くたびに回っている）。